# Sergius Golowin
Sergius Golowin (né le 31 janvier 1930 à Prague et mort le 17 juillet 2006 à Berne) était un écrivain et chercheur en mythologie suisse.

## Biographie
Sergius Golowin nait en 1930 à Prague, il retourne en Suisse en 1933 avec sa mère, la poétesse Alla von Steiger, tandis que son père, un sculpteur russe, vivait à Paris loin de sa famille. Après l'école, Golowin devient assistant de bibliothèque à la Berner Stadt- und Universitätsbibliothek (« bibliothèque municipale et universitaire de Berne ». Il est membre de la German Youth MovementJugendbewegung (en), fédération de différents mouvements de jeunes. De 1957 à 1968, il travaille comme archiviste à Burgdorf.
Député au Grand Conseil bernois de 1971 à 1981 pour le parti Landesring der Unabhängigen (LdU), il s'investit dans les questions culturelles pour les jeunes et l'écologie. Il devient ensuite écrivain.
Sergius Golowin est l’auteur de beaucoup d’ouvrages (livres et articles) sur l'ésotérisme et le folklore. Il obtient en 1974 le prix de l'Institut Schiller (Schweizerischen Schillerstiftung) pour ses travaux sur les personnes en marge de la société
Golowin a connu certains personnages et événements influents de son époque: il a aidé Timothy Leary dans son exil suisse ; il était un ami de Friedrich Dürrenmatt; il connait Martin "Tino" Schippert, le fondateur des « Hells Angels » suisses; H.R. Giger a peint son portrait; Il était présent au célèbre colloque Symposium für Alchemie de Urs Tremp. ; il assista au premier concert de Polo Hofer et de son groupe Rumpelstilz (de), qui soutenait sa campagne électorale. Golowin avait été fiché par le Fichenskandal (dossiers secrets sur des ennemis potentiels de l’état suisse pendant la Guerre froide) comme «prominentester Nonkonformist von Bern» (non-conformiste le plus en vue de Berne).
En 1973 Golowin enregistre le disque Lord Krishna von Goloka, en collaboration avec les Kosmischen Kurieren mais surtout Klaus Schulze, où l'on entend la voix de Golowin sur une musique électronique improvisée.